# Cochlostoma philippianum
Cochlostoma philippianum е вид охлюв от семейство Diplommatinidae. Видът не е застрашен от изчезване.

## Разпространение
Разпространен е в Италия.

## Описание
Популацията на вида е стабилна.